# Nina Dragičević
Nina Dragičević (* 1984 in Novo mesto, SFRJ) ist eine slowenische Dichterin, Schriftstellerin, Komponistin und Soziologin.

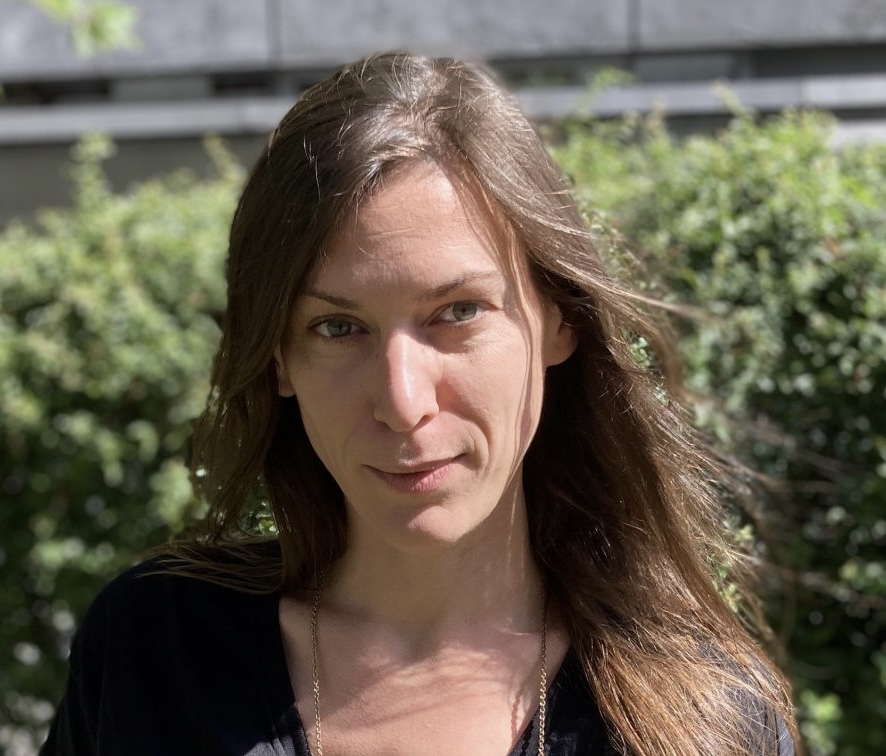
Nina Dragičević, 2021

## Leben und Werk
Dragičević wurde in Slowenien als Kind einer kroatischen Einwandererfamilie geboren. Sie studierte Wirtschaftswissenschaften und Soziologie an der Universität Ljubljana. 2018 promovierte sie mit einer soziologischen Arbeit zur Klanglichkeit von Bürokratie im Alltag. Für diese Arbeit erhielt sie die feierliche Urkunde der Universität Ljubljana für herausragende Leistungen.
Dreh- und Angelpunkt von Dragičevićs künstlerischem Schaffen ist die kritische Auseinandersetzung mit Musik und Klanglichkeit sowie gesellschaftliches Engagement, besonders im Hinblick auf Feminismus und LGBTQ+. Dragičević trat 2008 als DJ in Erscheinung und war Teil des ersten weiblichen slowenischen DJ-Kollektivs Female’s’cream. Seit 2013 verfasst sie eigene Kompositionen, die sie im Rahmen von Performances auch selbst aufführt.
Dragičević war Redakteurin der Zeitschrift Lezbnik und leitete und moderierte die Radiosendung Slavne neznane („Berühmte Unbekannte“), in der sie sich mit Gender und geschlechterspezifischen Ungleichheiten in der Musik auseinandersetzte. Außerdem war sie 2016 Programmdirektorin der Pride-Parade in Ljubljana.
2014 veröffentlichte sie ihr literarisches Debüt, den experimentellen autobiografisch geprägten Roman Kdo ima druge skrbi („Wer hat andere Sorgen“). 2019 erschien ihr Langgedicht Ljubav reče greva („Liebe sagt, komm gehen wir“), in dem sich ein weibliches lyrisches Subjekt mit Fragen von Identität und Körperlichkeit auseinandersetzt. 2021 veröffentlichte sie den Gedichtband To telo, pokončno („Dieser Körper, aufrecht“), der sich wiederum mit Aspekten von Körperlichkeit in der Gesellschaft beschäftigt. Gemeinsam mit dem Musiker Tomaž Grom führte sie To telo, pokončno auch als Performance auf. 2023 veröffentlichte sie den Gedichtband Ampak, kdo? („Aber, wer?“), in der sie die Konstruktion von Personen unter dem Druck der Gesellschaft behandelt. Dragičevićs Poesie zeichnet sich neben ihren experimentellen Formen und ihrem Engagement auch durch ihre Polyphonie und vielschichtige Sprachverwendung aus.
Sie ist darüber hinaus Autorin mehrerer feministischer musikologischer Studien.
Für ihr literarisches Werk wurde Dragičević mehrmals ausgezeichnet. 2018 erhielt sie als erste Teilnehmerin in der Geschichte des Vitez-poezije-Preises sowohl den Jury- als auch den Publikumspreis. 2020 erhielt sie den Župančič-Preis für Ljubav reče greva und 2021 den Jenko-Preis für To telo, pokončno. 2023 war sie Werner-Düttmann-Stipendiatin an der Akademie der Künste in Berlin.
Dragičević lebt als freischaffende Künstlerin in Ljubljana und ist Mitglied des Slowenischen Schriftstellerverbands. Ihre Partnerin Nataša Velikonja ist ebenfalls Dichterin und Soziologin.

## Publikationen

### Literarische Veröffentlichungen
- Kdo ima druge skrbi. [Wer hat andere Sorgen] Ljubljana: Založba Škuc, 2014.
- Ljubav reče greva. [Liebe sagt, komm gehen wir] Ljubljana: Založba Škuc, 2019.
- To telo, pokončno. [Dieser Körper, aufrecht] Ljubljana: Založba Škuc, 2021.
- Ampak, kdo? [Aber, wer?] Ljubljana: Založba Škuc, 2023.

#### In deutscher Sprache
- Tante Janja. In: Poetikon. 109, 2023. S. 94–101. Übersetzt von Natalija Milovanović.

### Sachbücher
- Slavne neznane [Berühmte Unbekannte] Ljubljana: Založba Škuc, 2016
- Med njima je glasba [Zwischen ihnen ist Musik] Ljubljana: Parada ponosa, 2017.
- Kako zveni oblast? [Wie sich Macht anhört] Ljubljana: Založba /*cf, 2022